# Aerómetro
Un Aerómetro  es un instrumento diseñado para medir la densidad (u otros parámetros) del aire y de algunos gases.
El término aerómetro (o Ärometro, del griego clásico ἀήρ -aero "aire" y μέτρον -métron "medida, escala") se refiere a varios tipos de dispositivos para la definición o medida de los gases. Los instrumentos designados con ese nombre pueden servir para hallar: la densidad, el flujo, la cantidad o algún otro parámetro, del aire o de un gas determinado.
Otro instrumento llamado areómetro (del griego antiguo ἀραιός -araiós "ligero" y μέτρον -métron "medida"), también conocido como hidrómetro, que se utiliza para medir la densidad de los líquidos, a menudo se confunde con el término aerómetro definido en el presente artículo .

## Tipos
Aerómetro de Hall.

Aerómetro de Hutchinson.

Aerómetro de Struve.

Aerómetro de Scheurer.

Aerómetro de Smith.

Aerómetro de Frøkjær-Jensen.